# Hombourg-Budange
Hombourg-Budange là một xã trong vùng Grand Est, thuộc tỉnh Moselle, quận Thionville-Est, tổng Metzervisse. Tọa độ địa lý của xã là 49° 17' vĩ độ bắc, 06° 20' kinh độ đông. Hombourg-Budange nằm trên độ cao trung bình là 280 mét trên mực nước biển, có điểm thấp nhất là 182 mét và điểm cao nhất là 338 mét. Xã có diện tích 15,44 km², dân số vào thời điểm 2004 là 493 người; mật độ dân số là 31,4 người/km². Xã nằm khoảng 15 km về phía đông nam của Thionville.

## Thông tin nhân khẩu
| 1962 | 1968 | 1975 | 1982 | 1990 | 1999 |
| ---- | ---- | ---- | ---- | ---- | ---- |
| 394  | 423  | 463  | 459  | 440  | 405  |